# 앤지 에버하트
앤지 에버하트(Angie Everhart, 1969년 9월 7일 ~ )는 미국의 배우, 전직 모델이다.

## 출연 작품
- 테이크 미 홈 투나잇 (2011)
- 컨커링 킬리만자로 위드 앤지 에버하트 (2009)
- 빅풋 (2008)
- 스트립, 비치발리볼 (2006)
- 밴디도 (2004)
- 벅스 (2003)
- 더 리얼 딜 (2002)
- 벌거벗은 증인 (2002)
- 섹슈얼 프레데터 (2001)
- 백색지대 4 (2001)
- UC - 언더커버 (2001)
- 카메라 (2000)
- 포인트 둠 (2000)
- 웰컴 투 헐리우드 (2000)
- 건블라스트 보드카 (2000)
- 드림 팀 (1999)
- 스트레이 (1999)
- 퍼니셔 (1999)
- 데니얼 (1998)
- 카운터포스 2 (1998)
- 나인 하프 위크 2 (1997)
- 대통령의 위기 (1997)
- 크리프트 스토리 - 뱀파이어와의 정사 (1996)
- 트리거해피 (1996)
- 제이드 (1995)
- 마지막 액션 히어로 (1993)